# Oecetis oresbiosa
Oecetis oresbiosa là một loài Trichoptera trong họ Leptoceridae. Chúng phân bố ở miền Australasia.